# Burgundiskt kors

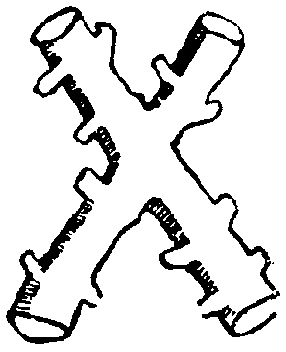
Burgundiskt kors

Burgundiskt kors på en historisk spansk flagga 1506-1701

Ett burgundiskt kors är ett kors i form av ett X bildat av två kvistade grenar.